# Wioska Słowiańska Passentin
Wioska słowiańska Passentin (niem. Slawendorf Passentin) – skansen archeologiczny w miejscowości Passentin w Niemczech, w kraju związkowym Meklemburgia-Pomorze Przednie (niem. Mecklenburg-Vorpommern), w powiecie Mecklenburgische Seenplatte.
Na podstawie świadectw archeologicznych i dokumentów historycznych zrekonstruowano tutaj wczesnośredniowieczną wieś typu okolnica, otoczoną drewnianą palisadą, zawierającą chaty o oryginalnych wymiarach z VIII i XI wieku. Skansen posiada zabytkowe drewniane obiekty architektury wiejskiej, domostwa i stajnie.

## Historia
Pierwszy pomysł powstania muzeum  pojawił się w 1990 roku, zaproponowany przez Dorotheę Räsch, (niemiecką graficzkę i rzeźbiarkę), by zwiedzający mogli lepiej poznać cały region i zapoznać się pełniej z lokalną kulturą. Później Dorothee Rätsch Projektowe opracowało jego ostateczną koncepcję. Oficjalne otwarcie nastąpiło w 2000 roku, ponowne otwarcie w 2014 roku. 